# Claustropyga ctenophora
Claustropyga ctenophora är en tvåvingeart som beskrevs av Hippa, Vilkamaa och Werner Mohrig 2003. Claustropyga ctenophora ingår i släktet Claustropyga och familjen sorgmyggor. Arten är reproducerande i Sverige. Inga underarter finns listade i Catalogue of Life.